# Mechanik: Konfrontacja
Mechanik: Konfrontacja (ang. Mechanic: Resurrection) – amerykański film akcji z 2016 roku w reżyserii Dennisa Gansela. Kontynuacja filmu Mechanik: Prawo zemsty (2011), który był z kolei remakiem Mechanika (1972) z udziałem Charlesa Bronsona.
Zdjęcia kręcono na terenie sześciu państw położonych na czterech kontynentach: w Tajlandii (Bangkok, wyspa Phuket), Malezji (George Town), Kambodży (Phnom Penh), Bułgarii (Warna, Buzłudża), Brazylii (Rio de Janeiro) i Australii (Sydney).

## Fabuła
Arthur Bishop postanawia zerwać z krwawą przeszłością, by zacząć nowe życie u boku ukochanej kobiety. Jednak sielanka nie trwa, gdyż największy wróg Bishopa ponownie daje znać o sobie. Uprowadza jego ukochaną i wyznacza za jej życie cenę. Kobieta przeżyje jeśli Bishop wykona trzy niemal niewykonalne zlecenia w różnych częściach świata.

## Obsada
- Jason Statham - Arthur Bishop
- Jessica Alba - Gina Thornton
- Tommy Lee Jones - Max Adams
- Michelle Yeoh - Mei
- Sam Hazeldine - Riah Crain
- Femi Elufowoju Jr. - Marlon Krill

## Odbiór

### Box office
Budżet filmu jest szacowany na 40 milionów dolarów. W Stanach Zjednoczonych i w Kanadzie film zarobił 21,2 mln USD. W innych krajach przychody wyniosły 104,5 mln, a łączny przychód 125,7 mln dolarów.

### Krytyka w mediach
Film spotkał się z negatywną reakcją krytyków. W serwisie Rotten Tomatoes 31% ze 59 recenzji jest pozytywne, a średnia ocen wyniosła 4,4/10. Na portalu Metacritic średnia ocen z 15 recenzji wyniosła 38 punktów na 100.